# اهتراء

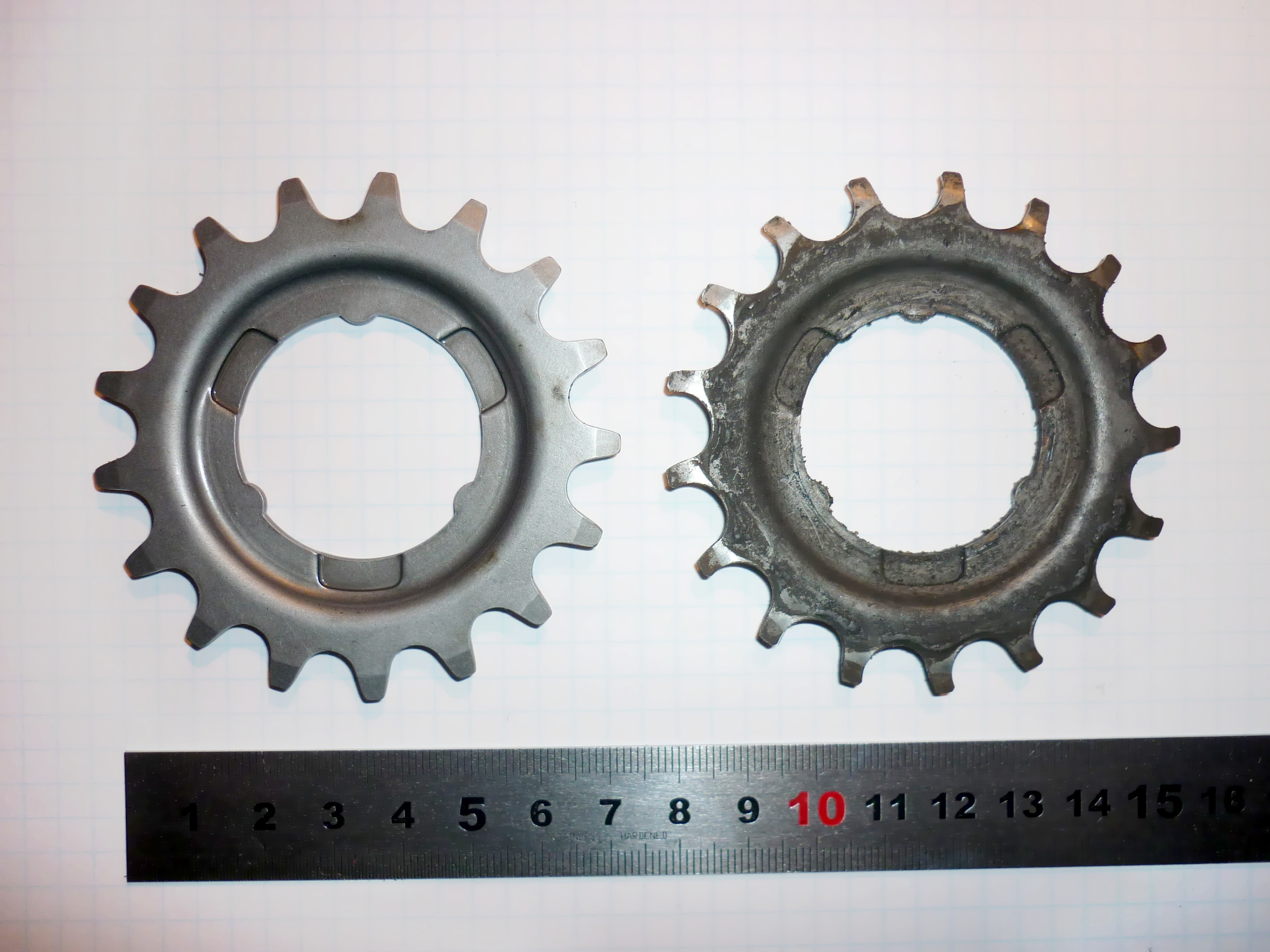
تبين الصورة اهتراء وتآكل مسنن ميكانيكي بسبب الاحتكاك وعوامل أخرى.

الاهتراء في علم المواد هو تآكل سطح المادة الصلبة نتيجة تأثير وفعل سطح آخر. وهي تتعلق بتآثر السطح وخصوصا إزالة المادة من السطح كنتيجة للفعل الميكانيكي. إن الحاجة إلى الفعل الميكانيكي بشكل احتكاك بسبب الحركة النسبية هو فرق هام بين الاهتراء الميكانيكي والعمليات الأخرى ذات النتيجة المشابهة.
تعريف الاهتراء لا يتضمن تغيرا في الأبعاد نتيجة التشوه اللدن، مع أن الاهتراء حدث بدون إزالة للمادة. هذا التعريف أخفق أيضا في تضمين اهتراء الصدم حيث لا يكون هناك حركة انزلاقية، والتكهف حيث يكون الجسم الآخر مائعا، والتآكل حيث يكون بسبب الأثر الكيميائية أكثر من كونه أثرا ميكانيكية.
مظاهر البيئة العاملة التي تأثر على الاهتراء تتضمن الأحمال (مثل أحمال الانزلاق وحيد الاتجاه، والترددي، والتدحرجي، والصدم)، والسرعة، ودرجة الحرارة، ونمط الجسم الآخر (صلب أو سائل أو غاز)، ونمط الاتصال (طور واحد أو عديد الأطوار، حيث يمكن أن تتضمن الأطوار على السائل مع الجزئيات الصلبة مع فقاعات غازية).

## قياس الاهتراء
لايوجد معيار خاص لاختبار أو قياس مقاومة اهتراء المواد. وهذا يعود لطبيعة الاهتراء المعقدة، وخصوصا "الاهتراء الصناعي"، والصعوبات المرافقة لعملية نمذجة الاهتراء الدقيقة. وقد طورت العديد من اللجان اختبارات الاهتراء محاولة وضع معايير لاختبار الاهتراء لتطبيقات معينة. وفي بعض النتائج لاختبارات الاهتراء المعيارية (كتلك التي صاغتها اللجان الفرعية الجمعية الأمريكية لاختبار المواد)، يعبر عن فقدان المادة أثناء الاهتراء كنسبة من الحجم. يعطي فقدان الحجم صورة أصح من فقدان الوزن، وخصوصا عند مقاومة خصائص مقاومة الاهتراء مع فروقات كبيرة في الكثافة. فمثلا، فقدان الوزن لـ 14 غ في عينة من كربيد التنغستين + الكوبالت (كثافة = 14000 كغ/م3) وفقدان الوزن لـ 2.7 غ في عينة مشابهة من سبائك الألمنيوم (كثافة = 2700 كغ/م3) فإن كلا العينتان تعطيان نفس مستوى الاهتراء (1 سم3) عندما يعبر عنهما بضياع الحجم.
تنتهي حياة القطع والمكونات الهندسية عندما تزيد الضياعات البعدية حدود التسامح المحددة. فالاهتراء المترافق مع عمليات التعتيق مثل الكلال والزحف ومتانة الكسر، يسبب انحلال المواد مع الزمن، تؤدي إلى فشل المادة عند عمر متقدم.